# リーベンゼラ・ミッション
リーベンゼラ・ミッション（ドイツ語: Liebenzeller Mission）またはドイツ語風にリーベンツェラ・ミッションと呼ばれているのは、ドイツ国教会の世俗化に対する自由教会運動から生まれた群で、敬虔主義に根ざしている。南ドイツのバート・リーベンツェル（Bad Liebenzell）に本部がある。日本にはリーベンゼラ・キリスト教会連合がある。

## 概要
ドイツ国教会の世俗化に対する自由教会運動から生まれた群である。南ドイツのバート・リーベンツェル（Bad Liebenzell）という町にミッションの本部が設置されて、リーベンゼラ・ミッションと名づけられた。チャイナ・インランド・ミッション（現在のOMFインターナショナル）のドイツ支部の1つでもあった。戦前には中国と南洋諸島でも伝道活動を行った。

## リーベンゼラ・キリスト教会連合
リーベンゼラ・ミッションの日本での活動は1927年に始まり、現在はリーベンゼラ・キリスト教会連合として、日本のプロテスタント福音派の団体であり、現在は日本福音キリスト教会連合を構成している団体の1つである。

### 日本での歴史
- 1927年 ドイツ・リーベンゼラ・ミッションが日本宣教を開始する。東京周辺に開拓する。日本にリーベンゼラ日本宣教団が成立。
- 1936年 ドイツ・リーベンゼラ・ミッションと日本同盟基督協会と合併する。杉並や登戸など五つの教会が加わった。
- 1940年11月 日本聖化基督教団が結成される。
- 1941年 日本基督教団の成立と共に第八部に所属する。
- 1951年 オットー・モジマン（Otto Mosimann）宣教師[1]が川崎市多摩区中野島に本部を置いて宣教を開始する。
- 1961年 リーベンゼラ日本伝道会を設立。
- 1979年 改組して教会の連合になった。
- 1980年 リーベンゼラ・キリスト教会連合に改称。
- 1992年 日本新約教団、単立キリスト教会連盟、北海道福音教会協議会と共に日本福音キリスト教会連合を設立。

### 日本の本部
- 中野島キリスト教会（後藤茂光が初代牧師）[2]